# Iddi Baba
Iddi Baba (Kumasi, Ghana, 6 juli 1982) is een Ghanese voetballer. In zijn eerste seizoen bij zijn eerste profploeg Alemannia Aachen, kon hij niet uitblinken. Hij speelde daarna twee seizoenen bij de B-ploeg van Alemannia. Daar scoorde hij in zijn eerste jaar 10 doelpunten, maar in het tweede slechts vier. Hij vertrok daarna naar het Israëlische Maccabi Tel Aviv FC, maar na een onsuccesvolle passage aldaar ging hij enkele jaren in zijn thuisland voetballen. Via omzwervingen in Maleisië en Macedonië kwam hij terecht bij het Belgische Sporting Lokeren, maar ook daar kwam hij amper tot spelen toe.

## Statistieken
| seizoen   | club                | Land            | klasse                  | wedstr | goals |
| --------- | ------------------- | --------------- | ----------------------- | ------ | ----- |
| 2000-2001 | Alemannia Aachen    | Duitsland       | 2. Bundesliga           | 4      | 0     |
| 2001-2002 | Alemannia Aachen B  | Duitsland       | Oberliga Nordrhein      | 27     | 10    |
| 2002-2003 | Alemannia Aachen B  | Duitsland       | Oberliga Nordrhein      | 24     | 4     |
| 2003-2004 | Maccabi Tel Aviv FC | Israël          | Ligat Ha'Al             | 0      | 0     |
| 2004-2005 | Asante Kotoko       | Ghana           | Premier League          | 29     | 5     |
| 2005-2006 | Hearts of Oak       | Ghana           | Premier League          |        |       |
| 2006-2007 | King Faisal Babes   | Ghana           | Premier League          |        |       |
| 2007-2008 | Perak FA Ipoh       | Maleisië        | Super League (Maleisië) |        |       |
| 2008-2009 | FK Vardar Skopje    | Noord-Macedonië | Prva Liga               |        |       |
| 2009-2010 | Sporting Lokeren    | België          | Jupiler Pro League      | 3      | 0     |
|           |                     |                 | Totaal                  | 36     | 5     |